# Fissistigma sumatrana
Fissistigma sumatrana är en kirimojaväxtart som beskrevs av Irawan. Fissistigma sumatrana ingår i släktet Fissistigma och familjen kirimojaväxter. Inga underarter finns listade i Catalogue of Life.